# Monacia-d'Orezza
Monacia-d'Orezza är en kommun i departementet Haute-Corse på ön Korsika i Frankrike. Kommunen ligger i kantonen Orezza-Alesani som tillhör arrondissementet Corte. År 2022 hade Monacia-d'Orezza 24 invånare.

## Befolkningsutveckling
Antalet invånare i kommunen Monacia-d'Orezza
Referens:INSEE